# イラク日本人人質事件
イラク日本人人質事件（イラクにほんじんひとじちじけん）、イラク邦人人質事件（イラクほうじんひとじちじけん）は、2003年のイラク戦争以降にイラク武装勢力によりイラクに入国した日本人が誘拐され、人質として拘束された事件。特に2004年4月に3名が誘拐され、イラクに駐留する自衛隊の撤退などを求められた後、唐突に解放された事件。

## 武装勢力の要求
イラク現地の武装勢力が、イラクに入国した外国籍のボランティア、NGO職員、民間企業社員、占領軍関係者などを誘拐する事件が頻発した。誘拐の要求の多くは、誘拐した外国人を人質に、彼らが本籍を置く政府に対して、自国の軍隊（日本では自衛隊）をイラクから引き上げることを要求するものであった。

## 人質事件の詳細

### 2004年4月、3名、解放
以下の出来事は全て2004年のものである。また、最初の3名に関するもののほか、時期的に重なっている2名（次項で解説）の出来事も含む。
- 3月31日 - ファルージャで米国の傭兵4人が殺害された（en:2004 Fallujah ambush）[5]。
- 4月6日 - 米軍が報復としてファルージャ攻撃を開始する（en:Fallujah during the Iraq War）[6]。
- 4月6日 - 外国人拉致事件の最初の事件が発生する（拉致されたのはイギリス人）。
- 4月7日 - イラクで日本人3名（高遠菜穂子、郡山総一郎、今井紀明）が「サラーヤ・ムジャーヒディーン」を名乗る武装集団によって誘拐される[7][8][9]。
- 4月8日 - カタールのテレビ局「アルジャジーラ」が武装集団から送られてきた映像を放送した[8]。武装集団は、「2つの選択肢がある。軍を撤退させるか、我々が3人を焼き殺すかだ」としてイラクのサマーワに駐留している自衛隊の撤退を要求する声明を発表した[8]。これに対し、日本政府は自衛隊を撤退させる考えのないことを表明[10]。
- 4月10日 - 小泉純一郎首相は、「テロには屈しない」として自衛隊を撤退する意思がないことを明らかにするとともに、人質の救出に日本政府として全力をあげるよう指示した[11]。また、人質となった日本人3人の家族が東京でアルジャジーラの取材に応えて人質解放を訴え、その映像が中東全域に放送された[12]。同日逢沢一郎外務副大臣や、塩川実喜夫警察庁警備局国際テロリズム対策課長らがヨルダンのアンマンに入った[13]。
- 4月11日 - 武装集団からアルジャジーラにあてて、「イラク・ムスリム・ウラマー協会の求めに応えて3人の日本人を24時間以内に解放する」との内容のファックスによる声明が届き、日本では一時楽観ムードが漂ったが、期限内の解放は実現されなかった[14][15]。
- 4月13日 - イタリア国籍の4人が別の武装集団に拘束され、自衛隊に続いてイタリア軍に対してイラクから撤退が要求された[16]。この間、外国人の人質事件が相次ぎ、占領行政を行う連合国暫定行政当局(CPA)の発表では12か国、40人前後が人質に捕われたとされる。
- 4月14日 - 新たに、日本人2人（フリージャーナリストとNGO団体職員）がバグダード西方で何らかの武装勢力により連れ去られた[17][18]。一方、イタリアのシルヴィオ・ベルルスコーニ首相は日本の小泉首相と同様に撤兵を断固として拒否する声明を出していたが、イタリア人人質の1人の殺害が公表された[19]。
- 4月15日 - 日本人3名はイラク・ムスリム・ウラマー協会の仲介もあり無事解放された[20][21]。解放された3名は「サラーヤ・ムジャーヒディーン・アンバール（アンバール県のイスラーム聖戦士軍）」と署名されていた声明文を所持していた。なお、後に解放の仲介をしたとされる地元有力者が殺害されている。
- 4月17日 - 14日から拘束されていた日本人2人がバグダード市内のモスクで解放された[22]。

#### 余談
- 高遠菜穂子はボランティアを目的として入国した[23][24]。高遠は2021年現在も中東支援のため、年のほとんどを中東各地で過ごしている。

- 3人が解放後、日本政府を批判したり、飴玉を舐めながら取材を受けているなどのこともあり激しい批判がまきおこった[25]。映画『バッシング』（2005年）は3人を主人公として制作された。

- この事件に当たっては、週刊文春2006年11月2日号に掲載された作家の麻生幾が執筆した記事によると、海上自衛隊の特殊部隊である特別警備隊員をバクダード駐留米軍に派遣し、米軍部隊との合同で突入・救出する「バビロンの桜」作戦が政府内で立案されたとされる（結局実行されることはなかった）。

### 2004年4月、2名、解放
イラク政府が主催した人間の盾に参加したフリージャーナリストの渡辺修孝、安田純平の日本人2人がイラクの武装勢力に拉致された。この際の報道は前回ほど活発ではなく、ほどなく解放された。
人質となった渡辺修孝は「人質である自分たちを助けるために政府は自衛隊を撤退させるべきだった」とし、後に「自衛隊を撤退させなかった事」に対し500万円の損害賠償を求める訴訟を起こしたが敗訴。また、解放後日本政府が負担した日本への帰国費用について、一切の支払いを拒否している。

### 2004年10月、1名、殺害
バックパッカーとしてニュージーランドからイスラエルを通じイラクに入国した男性が行方不明となり、10月24日、彼を拉致した犯行グループ「イラクの聖戦アルカーイダ組織」の声明がインターネットに公開された。小泉首相は「自衛隊の撤退はしない。テロを許すことはできない。テロに屈することはできない」と表明した。

30日（日本時間31日）、首を切断された遺体が発見され、後日になって殺害の模様が公開され、その後その動画がインターネット上に流布する事態となった。遺族は「支えて頂いた多くの方々に、大変なご心労をおかけしましたことを心からお詫び申し上げますとともに、お礼と感謝の気持ちでいっぱいです。このようにはなりましたが、イラクの人たちに一日も早く平和が訪れますようお祈りいたしております」と言う声明を発表した。そのため、最初の人質3人のような感情的なバッシングは起こらず、マスコミも比較的淡々と報道した。

### 2005年5月、1名、殺害
5月9日、イラクの武装勢力「アンサール・アル・スンナ軍」がイギリス系民間軍事会社Hart Sequlity社職員の日本人、斎藤昭彦と銃撃戦の末拘束したとの声明を発表した。5月28日、武装勢力は齋藤の死亡をネットに発表した。斎藤は傭兵としてイラクで活動していた。
日本人を狙った計画的誘拐ではなく、戦闘で負傷し捕虜になったものであったため、テロリストから日本政府への要求は無いに等しく、それへの対応を巡って世論が割れる事も無かった。